# Museu Arqueològic Nacional (Malta)
El Museu Arqueològic Nacional de Malta és un museu situat a la localitat maltesa de la Valletta. El museu s'inaugurà al 1959 quan era ministra d'educació la política Agatha Barbara. Està situat l'Alberg de Provença de l'Orde de Sant Joan, un dels edificis més importants de la capital. Des de la seua obertura el museu ha travessat per múltiples canvis, i el darrer ha estat la restauració i modernització de les sales d'exhibició.

## Descripció
Al museu hi ha una important selecció d'objectes dels períodes prehistòrics únics de l'illa, que comencen amb la primera arribada de l'ésser humà l'any 5200 ae fins al 3800 ae. A les primeres sales s'exhibeixen objectes dels primers assentaments neolítics a l'illa fins als períodes de construcció.
En aquesta col·lecció s'inclouen objectes d'obsidiana i les estatuetes dels períodes Għar Dalam, Skorba grisa, Skorba vermella i Żebbug, que precedeixen els objectes del període del temple.
La sala principal està dedicada a les escultures, i la col·lecció continua amb una representació d'animals, models de temples i notables figures humanes. Són destacables les exquisides escultures de la Dama dorment de l'Hipogeu de Hal-Saflieni i de la Venus de Malta de Hagar Qim, a més dels altars megalítics de Tarxien, on s'observen espirals en baix relleu i decoracions amb animals, i l'estàtuària monumental dels temples de Tarxien.
A la darrera sala hi ha objectes de terrisseria del període del temple, juntament amb eines, granadures i altres ornaments.

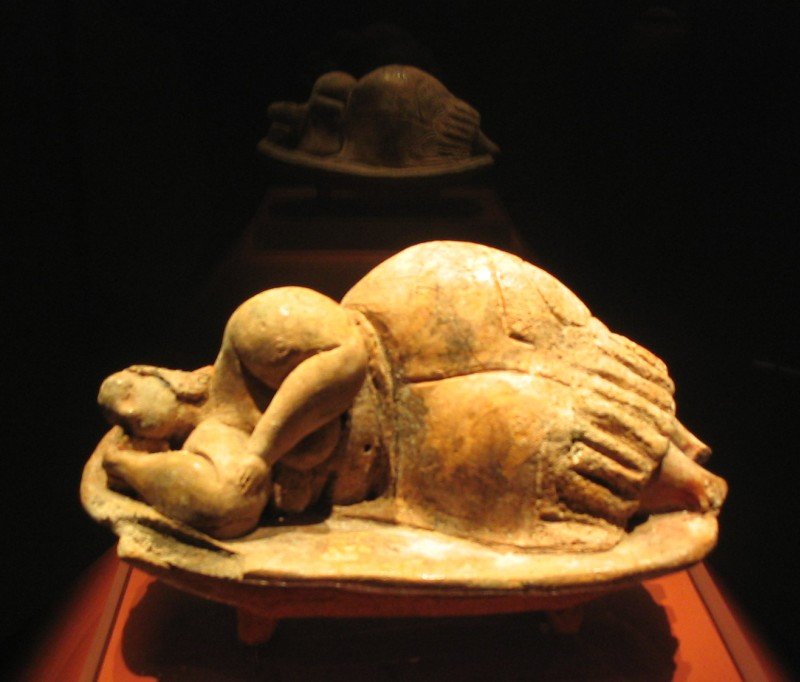
Escultura de la Dama dorment